# ویکتور خوزه پوزو
ویکتور خوزه پوزو (انگلیسی: Victor José Pozzo؛ زادهٔ ۱ فوریهٔ ۱۹۱۴) بازیکن فوتبال اهل آرژانتین است.
از باشگاه‌هایی که در آن بازی کرده‌است می‌توان به باشگاه فوتبال گراس‌هاپر زوریخ، باشگاه فوتبال پارما، باشگاه فوتبال وارزه، باشگاه فوتبال آتالانتا، باشگاه فوتبال اینتر میلان، باشگاه فوتبال پادوا، و باشگاه فوتبال راسینگ کلوب آویاندا اشاره کرد.